# Профільна школа (Ліхтенштейн)
У молодших класах деяких середніх шкіл Ліхтенштейну формується профіль. Такі школи мають вищий рівень автономії, ніж усі інші. Однією з особливостей профільних шкіл є розширена основна навчальна програма, наявність спеціальних освітніх програм, вищий рівень персональної відповідальності та обов'язкова підзвітність вчителів. Головними завданнями педагогів у профільних школах є виявлення персональних вподобань та здібностей у кожного учня та сприяння їхньому розвитку впродовж усього життя.
Починаючи із 2007 року, профільні школи створено у шести населених пунктах князівства. До них належать:
- Бальцерс, профіль: цілісний розвиток
- Трізен, самостійне навчання
- Шкільний центр Мюлегольц І, профіль: професійні пріоритети
- Шкільний центр Мюлегольц ІІ, профіль: практичні навички
- Шан, профіль: спорт, музика та мистецтво
- Шкільний центр Унтерланд, профіль: широкий спектр